# جرارد موناکو
جرارد موناکو (انگلیسی: Gerard Monaco؛ زادهٔ ۱ ژانویهٔ ۲۰۰۰) بازیگر، بازیگر سینما، و بازیگر تلویزیون اهل بریتانیا است.
از فیلم‌ها یا برنامه‌های تلویزیونی که وی در آن نقش داشته‌است می‌توان به ستاره فروزان، ۳۶۰، آرمانشهر، بریتانیا، ماما میا! دوباره شروع کنیم، و دامینا اشاره کرد.